# ولدن‌ام وورتهر سی

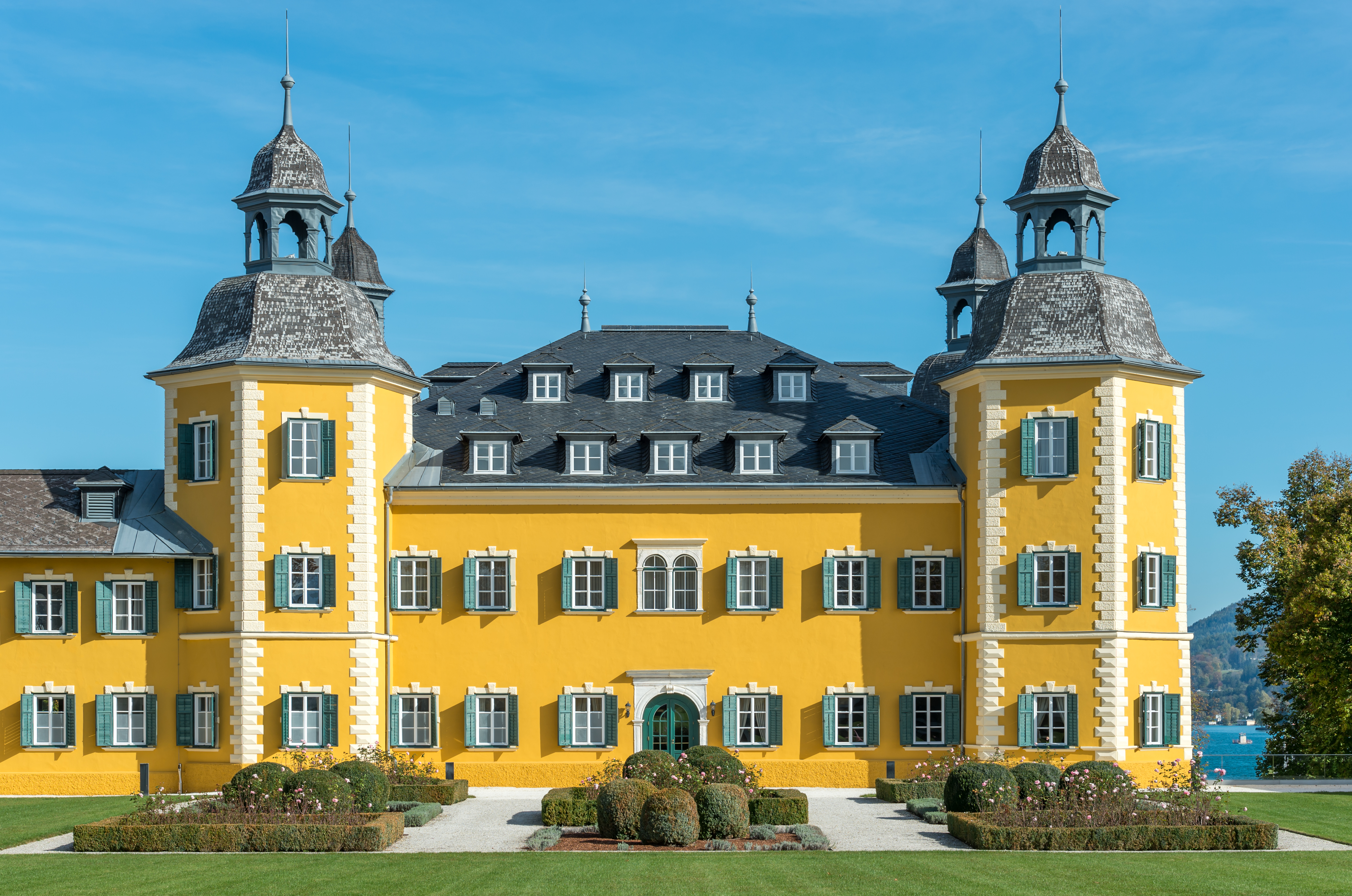
نگاره‌ای از کاخ ولدن در ولدن‌ام وورتهر سی، اتریش. این کاخ به یک هتل لوکس تغییر کاربری داده‌شده‌است.

ولدن‌ام وورتهر سی (به آلمانی: Velden am Wörther See) یک شهر بازاری و municipality of Austria در اتریش است که در Villach-Land District واقع شده‌است.

## خصوصیات
ولدن‌ام وورتهر سی ۸٬۵۴۵ نفر جمعیت دارد.

## خواهرخوانده
شهر یسولو خواهرخواندهٔ ولدن‌ام وورتهر سی هست.